# Mangora fortuna
Mangora fortuna là một loài nhện trong họ Araneidae.
Loài này thuộc chi Mangora. Mangora fortuna được Herbert Walter Levi miêu tả năm 2005.